# Port lotniczy Dar es Salaam
Port lotniczy Dar es Salaam-Julius Nyerere (ang.: Julius Nyerere International Airport (JNIA), kod IATA: DAR, kod ICAO: HTDA) – międzynarodowe lotnisko położone 8 km na południowy wschód od centrum Dar es Salaam. Jest największym portem lotniczym w Tanzanii. W 2006 obsłużył ponad 1,2 mln pasażerów. Alternatywna nazwa portu lotniczego to oficjalnie nadany mu skrótowiec, JNIA.

## Linie lotnicze i połączenia
| Linia Lotnicza          | Kierunek |
| ----------------------- | --- |
| Air France              | 1. Paryż-Charles de Gaulle |
| Air Tanzania            | 1. Arusza 2. Bużumbura 3. Bukoba 4. Geita 5. Dodoma 6. Dubaj 7. Entebbe 8. Guangzhou 9. Harare 10. Iringa 11. Kigoma 12. Kilimandżaro 13. Lubumbashi 14. Lusaka 15. Mbeya 16. Moroni 17. Mpanda 18. Mtwara 19. Mumbaj 20. Mwanza 21. Nairobi 22. Ndola 23. Pemba 24. Songea 25. Tabora 26. Zanzibar |
| Air Zimbabwe            | 1. Harare |
| Airlink                 | 1. Johannesburg |
| As Salaam Air           | 1. Zanzibar |
| Auric Air               | 1. Dodoma 2. Iringa 3. Mafia 4. Morogoro 5. Pemba 6. Tanga 7. Zanzibar |
| Coastal Aviation        | 1. Arusza 2. Kilwa Masoko 3. Mafia 4. Jezioro Manyara 5. Moshi 6. Pemba 7. Saadani 8. Selous 9. Seronera 10. Songo Songo 11. Tanga 12. Zanzibar |
| EgyptAir                | 1. Kair 2. Moroni |
| Emirates                | 1. Dubaj |
| Ethiopian Airlines      | 1. Addis Abeba |
| Ewa Air                 | Sezonowo: 1. Dzaoudzi |
| Flightlink              | 1. Arusza 2. Kilimandżaro 3. Jezioro Manyara 4. Mombasa 5. Seronera 6. Zanzibar |
| Fly540                  | 1. Mombasa 2. Nairobi |
| Flydubai                | 1. Dubaj |
| Int'Air Îles            | 1. Moroni |
| Kenya Airways           | 1. Nairobi |
| KLM                     | 1. Amsterdam |
| LAM Mozambique Airlines | 1. Maputo 2. Nairobi 3. Pemba |
| Malawi Airlines         | 1. Blantyre 2. Lilongwe |
| Oman Air                | 1. Maskat 2. Zanzibar |
| Precision Air           | 1. Anjouan 2. Arusza 3. Bukoba 4. Dodoma 5. Kahama 6. Kilimandżaro 7. Mbeya 8. Moroni 9. Mtwara 10. Mwanza 11. Nairobi 12. Seronera 13. Zanzibar |
| Qatar Airways           | 1. Doha |
| RwandAir                | 1. Kigali |
| Saudia                  | 1. Dżudda |
| Tropical Air            | 1. Arusza 2. Mafia 3. Zanzibar |
| Turkish Airlines        | 1. Stambuł 2. Lusaka |
| Uganda Airlines         | 1. Entebbe |
| ZanAir                  | 1. Arusza 2. Pemba 3. Saadani 4. Selous 5. Zanzibar |

### Cargo
| Linia Lotnicza           | Kierunek                                     |
| ------------------------ | -------------------------------------------- |
| Astral Aviation          | 1. Nairobi                                   |
| Kenya Airways Cargo      | 1. Nairobi                                   |
| Air Tanzania             | 1. Dubaj 2. Lubumbashi 3. Mumbaj 4. Kinszasa |
| Ethiopian Airlines Cargo | 1. Addis Abeba                               |